# Tobias Fornier
Pour les articles homonymes, voir Fornier.
Tobias Fornier (officiellement municipalité de Tobias Fornier : en Kinaray-a Banwa kang Tobias Fornier ; en hiligaïnon Banwa sang Tobias Fornier ; en tagalog : Bayan ng Tobias Fornier) est une municipalité de quatrième classe de la province d’Antique, aux Philippines.
Lors du recensement de 2020, sa population s'élève à 33 816 habitants.

## Géographie
Ténias Fornier est l'une des dix-huit municipalités de la province d'Antique, sur l'île de Panay, dans la région des Visayas occidentales au centre des Philippines ; elle est située  sur la côte sud-ouest de l'île, au bord de la mer de Sulu, à 28 kilomètres au sud de San Jose de Buenavista, chef-lieu de la province.
D'une superficie totale de 112,12 kilomètres carrés, Tobias Fornier est divisée administrativement en 50 barangays (districts) :
- Abaca
- Aras-Asan
- Arobo
- Atabay
- Atiotes
- Bagumbayan
- Balloscas
- Balud
- Barasanan A
- Barasanan B
- Barasanan C
- Bariri
- Camandagan
- Cato-ogan
- Danawan
- Diclum
- Fatima
- Gamad (Igdamacio)
- Igbalogo
- Igbangcal-A
- Igbangcal-B
- Igbangcal-C
- Igcabuad
- Igcado
- Igcalawagan
- Igcapuyas
- Igcasicad (San Pedro)
- Igdalaguit
- Igdanlog
- Igdurarog
- Igtugas
- Lawigan
- Manaling (Cata-an)
- Masayo
- Nagsubuan
- Paciencia
- Poblacion Norte
- Poblacion Sur
- Portillo
- Quezon
- Opsan (San Jose)
- Nasuli-A (San Ramon)
- Salamague (Santa Maria)
- Santo Tomas
- Tacbuyan
- Tene
- Villaflor
- Ysulat
- Igcadac
- Lindero

## Histoire
La ville a été fondée en 1798 sous le nom de Dao. En 1978, la municipalité prend son nom actuel, en hommage à un député de la province d'Antique, Tobias Fornier (1902-1964).

## Liens
- (en) « Site officiel de Tobias Fornier », sur http://elgu.ncc.gov.ph (version du 30 mai 2006 sur Internet Archive).